# Premio Goya per il miglior attore rivelazione
Il premio Goya per il miglior attore rivelazione (premio Goya al mejor actor revelación) è un premio cinematografico assegnato annualmente dall'Academia de las Artes y las Ciencias Cinematográficas de España a partire dal 1995 al miglior attore rivelazione di un film di produzione spagnola uscito nelle sale cinematografiche nel corso dell'anno precedente.

## Albo d'oro
I vincitori sono indicati in grassetto, a seguire gli altri candidati.

### Anni 1995-1999
- 1995: Saturnino García - Giustino, un assassino della terza età (Justino, un asesino de la tercera edad)
  - Pepón Nieto - Días contados
  - Coque Malla - Tutto è bugia (Todo es mentira)
- 1996: Santiago Segura - Il giorno della bestia
  - Carlos Fuentes - Antárdida
  - Juan Diego Botto - Storia di Kronen (Historias del Kronen)
- 1997: Fele Martínez - Tesis
  - Emilio Buale - Bwana
  - Liberto Rabal - Tranvía a la Malvarrosa
- 1998: Andoni Erburu - Segreti del cuore (Secretos del corazón)
  - Fernando Ramallo - Carreteras secundarias
  - Manuel Manquiña - Airbag
- 1999: Miroslav Taborsky - La niña dei tuoi sogni (La niña de tus ojos)
  - Ernesto Alterio - Los años bárbaros
  - Javier Cámara - Torrente, el brazo tonto de la ley
  - Tristán Ulloa - Mensaka. Páginas de una historia

### Anni 2000-2009
- 2000: Carlos Álvarez-Nóvoa - Solas
  - Eduard Fernández - Los lobos de Washington
  - Luis Tosar - Flores de otro mundo
  - Manuel Lozano - La lingua delle farfalle (La lengua de las mariposas)
- 2001: Juan José Ballesta - El bola
  - Jordi Vilches - Krámpack
  - Javier Batanero - Leo
  - Pablo Carbonell - Obra maestra
- 2002: Leonardo Sbaraglia - Intacto
  - James Bentley - The Others
  - Biel Durán - Más pena que Gloria
  - Ruben Ochandiano - Silencio roto
- 2003: José Ángel Egido - I lunedì al sole (Los lunes al sol)
  - Roberto Enríquez - El alquimista impaciente
  - Carlos Iglesias - El caballero Don Quijote
  - Guillermo Toledo - L'altro lato del letto (El otro lado de la cama)
- 2004: Fernando Tejero - Días de fútbol
  - Víctor Clavijo - El regalo de Silvia
  - Juan Sanz - La vida mancha
  - Óscar Jaenada - Noviembre
- 2005: Tamar Novas - Mare dentro (Mar adentro)
  - Jorge Roelas - Tiovivo c. 1950
  - Nilo Mur - Héctor
  - José Luis García Pérez - Cachorro
- 2006: Jesús Carroza - 7 vírgenes
  - Álex González - Segundo asalto
  - Luis Callejo - Princesas
  - Pablo Echarri - El método
- 2007: Quim Gutiérrez - Azul oscuro casi negro
  - Alberto Amarilla - El camino de los Ingleses
  - Javier Cifrián - El próximo Oriente
  - Walter Vidarte - La notte dei girasoli (La noche de los girasoles)
- 2008: José Luis Torrijo - La soledad
  - Óscar Abad - El prado de las estrellas
  - Gonzalo de Castro - La Torre de Suso
  - Roger Princep - The Orphanage (El Orfanato)
- 2009: Juan Manuel Montilla - El truco del manco
  - Álvaro Cervantes - El juego del ahorcado
  - Martiño Rivas - Los girasoles ciegos
  - Luis Bermejo - Una palabra tuya

### Anni 2010-2019
- 2010: Alberto Ammann - Cella 211 (Celda 211) 
  - Fernando Albizu - Gordos
  - Gorka Otxoa - Pagafantas
  - Pablo Pineda - Yo, también
- 2011: Francesc Colomer - Pa negre
  - Manuel Camacho - Entre lobos
  - Juan Carlos Aduviri - También la lluvia
  - Oriol Vila - Todas las canciones hablan de mí
- 2012: Jan Cornet - La pelle che abito (La piel que habito)
  - José Mota - La chispa de la vida
  - Marc Clotet - La voz dormida
  - Adrián Lastra - Primos
- 2013: Joaquín Núñez - Grupo 7
  - Emilio Gavira - Blancanieves
  - Àlex Monner - Els nens salvatges
  - Tom Holland - The Impossible (Lo imposible)
- 2014: Javier Pereira - Stockholm
  - Berto Romero - 3 bodas de más
  - Hovik Keuchkerian - Alacrán enamorado
  - Patrick Criado - La gran familia española
- 2015: Dani Rovira - Ocho apellidos vascos
  - David Verdaguer - 10.000 km 
  - Jesús Castro - El Niño 
  - Israel Elejalde - Magical Girl
- 2016: Miguel Herrán - A cambio de nada
  - Fernando Colomo - Isla Bonita 
  - Álex García - La novia
  - Manuel Burque - Requisitos para ser una persona normal
- 2017: Carlos Santos - L'uomo dai mille volti (El hombre de las mil caras)
  - Rodrigo de la Serna - Box 314 - La rapina di Valencia (Cien años de perdón)
  - Ricardo Gómez - 1898: Los últimos de Filipinas
  - Raúl Jiménez - La vendetta di un uomo tranquillo (Tarde para la ira)
- 2018: Eneko Sagardoy - Handia
  - Pol Monen - Amar
  - Eloi Costa - Pelle (Pieles)
  - Santiago Alverú - Selfie

- 2019: Jesús Vidal - Non ci resta che vincere (Campeones)
  - Moreno Borja - Carmen y Lola
  - Francisco Reyes - Il regno (El reino)
  - Carlos Acosta - Yuli - Danza e libertà (Yuli)

### Anni 2020-2029
- 2020: Enric Auquer - Occhio per occhio (Quien a hierro mata)
  - Nacho Sánchez - Diecisiete
  - Vicente Vergara - La trinchera infinita
  - Santi Prego - Mientras dure la guerra

- 2021: Adam Nourou - Adú
  - Chema del Barco - El plan
  - Matías Janick - Pessime storie (Historias lamentables)
  - Fernando Valdivielso - Non uccidere (Cross the Line)

- 2022: Chechu Salgado - Le leggi della frontiera (Las leyes de la frontera)
  - Óscar de la Fuente - Il capo perfetto (El buen patrón)
  - Tarik Rmili - Il capo perfetto (El buen patrón)
  - Jorge Motos - Lucas

- 2023: Telmo Irureta - La consagración de la primavera
  - Albert Bosch - Alcarràs - L'ultimo raccolto
  - Jordi Pujol Dolcet - Alcarràs - L'ultimo raccolto
  - Mikel Bustamante - Lullaby
  - Christian Checa - Tutto in un giorno (En los márgenes)

- 2024: Matías Recalt - La società della neve (La sociedad de la nieve)
  - Omar Banana - Te estoy amando locamente
  - Brianeitor - Campeonex
  - La Dani - Te estoy amando locamente
  - Julio Hu Chen - Chinas